# Eliot Kid
As Aventuras de Eliot (Eliot Kid, no original) é uma série de desenho animado francesa-britânica infantil produzida pela Safari De Ville e Samka Productions. No Brasil ela foi exibida pelo canal fechado Cartoon Network e também pela Rede Aparecida no programa Clubti em canal aberto.

## Sinopse
A imaginação de um garoto de sete anos chamado Eliot pode transformar qualquer dia em uma aventura épica para si e para seus melhores amigos, Mimi (Christine Flowers) e Kaytoo. Quando ele está por perto, até os eventos mais mundanos do dia se tornam lendas, com monstros, alienígenas e clones de robôs ameaçando a paz e esse trio se preparando para salvar o dia.

## Personagens
| Nome     | Personalidade |
| -------- | --- |
| Eliot    | É um menino de 7 anos com uma imaginação poderosa.Ele pode ser super-herói, mosqueteiro, astronauta, agente secreto...É um garoto capaz de inventar aventuras cheias de desafios. Nem todo mundo entende muito bem as suas ideias, mas todo herói enfrenta alguns inimigos.Às vezes exagera na imaginação causando muita confusão para si próprio.É um pouco mau de vez em quando,na verdade,sua personalidade é bastante variada.Tem um cão chamado Salame. |
| Mimi     | A melhor amiga do Eliot vive preocupada com ele e com Kaytoo, mas não resiste a uma brincadeira divertida.É revelado claramente algumas vezes que ela tem uma queda por Eliot,e já até contou para ele de forma figurada,mas ele não entendeu.Seu bordão é "Ai,que horror!". |
| Kaytoo   | O amigão de Eliot é bem diferente dele e prefere manter os pés no chão, mas sempre embarca com sua turma nas aventuras.Adora zoar Mimi por ela admitir que gosta dele e ele não perceber.É o personagem mais mediano entre os três. |
| Suzie    | A irmã mais velha do herói tem 10 anos, mas se considera muito crescida. Ela é meio chatinha e acha que viver num mundo imaginário é coisa mais irritante que existe. Adora assustar Eliot com histórias de terror que ele adiciona nas suas aventuras imaginárias. Dá para perceber que ela se preocupa com irmão na verdade,mas acaba perdendo a linha quando ele exagera na imaginação.                                                                   |
| Jeremy   | O pai de Eliot é atrapalhado,desajeitado e adora as histórias incríveis criadas pelo filho, até porque, quando criança, era igualzinho ao garoto. |
| Isabelle | A mãe do menino é a prefeita da cidade. Gosta de tudo certinho, quer que ele siga as regras da casa e da escola e acha que o filho, às vezes, exagera em suas aventuras, mas também ajuda-o nas aventuras. |
| Max      | É o arqui-inimigo de Eliot Kid.Invejoso,arma sempre alguma cilada para Eliot se dar mal. |
| Loretta  | É uma amiga de escola de Eliot que as vezes também entra no mundo de sonhos e aventuras de eliot. Mimi não gosta dela pois supostamente eliot esboça gostar dela em vez de Mimi |

## Dubladores
- Estúdio de Dublagem: Bright Way Productions, Belo Horizonte - MG
- Mídia: Televisão (TV Aparecida/Cartoon Network/Boomerang)